# Услан, Майкл
Майкл Э. Услан (англ. Michael E. Uslan; род. 2 июня 1951) — американский продюсер, который в основном известен своей работой над серией фильмов про Бэтмена и сотрудничеством с Бенджамином Мельникером. Услан был первым инструктором, который учил аккредитованным курсам по фольклору комиксов в любом университете.
Он был жителем Седар-Гроува (штат Нью-Джерси).

## Ранняя жизнь
Майкл Услан родился в Бейонне, Нью-Джерси и он был заядлым коллекционером комиксов с самого раннего детства, владея коллекцией, которая содержала вторые выпуски про Бэтмена и первый комикс про Супермена, среди других.

## Фильмография
| Год  |    | Русское название                   | Оригинальное название           | Роль                     |
| ---- | -- | ---------------------------------- | ------------------------------- | ------------------------ |
| 2012 | ф  | Тёмный рыцарь: Возрождение легенды | The Dark Knight Rises           | исполнительный продюсер  |
| 2011 | мф | Бэтмен: Год первый                 | Batman: Year One                | исполнительный продюсер  |
| 2010 | мф | Бэтмен: Под красным колпаком       | Batman: Under the Red Hood      | исполнительный продюсер  |
| 2009 | мф | Супермен/Бэтмен: Враги общества    | Superman/Batman: Public Enemies | исполнительный продюсер  |
| 2008 | ф  | Мститель                           | The Spirit                      | продюсер                 |
| 2008 | ф  | Тёмный рыцарь                      | The Dark Knight                 | исполнительный продюсер  |
| 2008 | мф | Бэтмен: Рыцарь Готэма              | Batman: Gotham Knight           | исполнительный продюсер  |
| 2005 | мф | Бэтмен против Дракулы              | The Batman vs. Dracula          | исполнительный продюсер  |
| 2005 | ф  | Бэтмен: Начало                     | Batman Begins                   | исполнительный продюсер  |
| 2005 | ф  | Константин: Повелитель тьмы        | Constantine                     | продюсер                 |
| 2004 | ф  | Сокровище нации                    | National Treasure               | ассоциированный продюсер |
| 2004 | ф  | Женщина-кошка                      | Catwoman                        | исполнительный продюсер  |
| 1997 | ф  | Бэтмен и Робин                     | Batman & Robin                  | исполнительный продюсер  |
| 1995 | ф  | Бэтмен навсегда                    | Batman Forever                  | исполнительный продюсер  |
| 1992 | ф  | Бэтмен возвращается                | Batman Returns                  | исполнительный продюсер  |
| 1989 | ф  | Бэтмен                             | Batman                          | исполнительный продюсер  |
| 1989 | ф  | Возвращение болотной твари         | The return of Swamp Thing       | продюсер                 |
| 1982 | ф  | Болотная тварь                     | Swamp Thing                     | продюсер                 |